# Pidurutalagala
Pidurutalagala (chiamato anche Mount Pedro) è la montagna più elevata dello Sri Lanka.
Situato nell'altopiano centrale del paese e nei pressi della città di Nuwara Eliya ha un'altitudine di 2.534 m s.l.m.
La vetta si trova in un'area militare per cui non è mai stata scalata.